# Faculté de théologie et de sciences religieuses d'Angers
La Faculté de théologie et de sciences religieuses d’Angers est une faculté catholique ecclésiastique. À ce titre elle appartient aux réseaux des universités et facultés ecclésiastiques – au nombre de 180 environ en Europe – délivrant des diplômes du Saint-Siège. Elle est régie par la constitution apostolique Veritatis Gaudium du pape François du 8 décembre 2017, laquelle abroge la constitution Apostolique Sapientia Christiana  du pape Jean-Paul II, publiée le 29 avril 1979, et par ses propres statuts reconnus par la Congrégation pour l'éducation catholique. Elle est l’une des institutions facultaires de l’université catholique de l’Ouest, établissement d’enseignement supérieur privé français, et contribue à la diffusion et à l’enseignement de la science théologique dans le Grand Ouest et au-delà par de multiples partenariats.

## Localisation
La faculté, après avoir longtemps occupé une partie du Palais universitaire, est désormais située dans le bâtiment Volney sur le campus de l’université, 3 place André Leroy à Angers. Son amphithéâtre porte le nom de saint Anselme. La décoration de l'oratoire de la faculté par la mosaïste Mosca de Selva est en cours de réalisation.

## Historique
À la suite de la loi du 12 juillet 1875 instaurant la liberté de l’enseignement supérieur en France, Mgr Charles-Émile Freppel, évêque d’Angers, fonde la première faculté libre de France : la Faculté de droit d’Angers. Cette faculté pionnière sera suivie par celles de Lettres en 1876 et de Sciences en 1877 : les trois nouvelles facultés libres d’Angers reçoivent la même année leur statut canonique de droit pontifical du pape Pie IX par la bulle Multiplices inter, donnant naissance ainsi à l’université d’Angers connue aujourd’hui sous le nom d’université catholique de l'Ouest.
L'université répondant à la demande du pape, l’actuelle Faculté de théologie et de sciences religieuses est fondée à son tour en 1879. Lui est adossé, de 1897 à 1977, un séminaire universitaire. Au cours de son histoire désormais séculaire, la Faculté a donné naissance à un Institut supérieur de philosophie (1956) créé par le chanoine Henri Lusseau, à un Institut de musique sacrée (1957) créé par le chanoine Jean Jeanneteau, à un Institut de formation doctrinale et pastorale des religieuses (1967) sous l'impulsion du recteur Mgr Jean Honoré et à un Institut de théologie pratique (2002) créé par le doyen Louis-Michel Renier. Cet institut n'existe plus à ce jour. 
Le territoire canonique de l’université est constitué aujourd’hui de 12 diocèses de France dont les évêques forment le conseil supérieur de l’université, lequel entretient des liens institutionnels privilégiés avec la Faculté de théologie : Angers, Angoulême, La Rochelle-Saintes, Laval, Le Mans, Luçon, Nantes, Poitiers, Quimper-Léon, Rennes-Dol-Saint-Malo, Saint-Brieuc-Tréguier et Vannes. Ces diocèses appartiennent à deux provinces ecclésiastiques : celle de Rennes et celle de Poitiers. Ils sont situés sur trois régions administratives françaises : la Bretagne, les Pays-de-la-Loire et la Nouvelle-Aquitaine.
La Faculté de théologie d’Angers accueille depuis sa fondation des étudiants ecclésiastiques et religieux, mais aussi depuis le Concile Vatican II, des étudiants laïcs. En 2011, La Faculté d’Angers a fait l’objet comme toutes les facultés ecclésiastiques d’une évaluation officielle par l’AVEPRO, l’Agence du Saint-Siège pour l’évaluation et la promotion de la qualité dans les universités et facultés ecclésiastiques. La Faculté de théologie est aujourd'hui présente sur deux des cinq campus de l'UCO: outre Angers, une section théologique existe sur le campus d'Arradon dans le Morbihan.
En 2017-2019, la Faculté de théologie traverse une phase délicate de son histoire qui conduit à la démission de plusieurs enseignants-chercheurs. Avec l'appui de Monseigneur Delmas, évêque d'Angers et Chancelier de l'Université, du Conseil supérieur des Évêques et du Rectorat de l'Université catholique de l'Ouest, elle entre dans une période de renaissance [source insuffisante] avec trois enseignants-chercheurs permanents et plusieurs vacataires qui assurent l’enseignement et la recherche en son sein. Au mois d'août 2019, la Congrégation pour l’éducation catholique confie à un coordinateur provisoire la direction de la Faculté.
En 2022 est élu un nouveau doyen et le corps enseignant est complété. En 2023, la Faculté d'Angers fait l'objet de nouveau d'une évaluation officielle par l'AVEPRO, comme toutes les facultés ecclésiastiques de France.

## Liste des doyens
- Mgr Jude de Kernaeret (1879?)[12], droit canonique.
- Mgr[13] Alphonse Legendre (1899), diocèse du Mans, exégèse.
- Père Maurice de la Taille (vers 1914)[14], jésuite
- Père Charles de Moré-Pontgibaud (1935), jésuite
- Chanoine Henri Lusseau (1952)[15], diocèse de Luçon, exégèse.
- Abbé Paul de Surgy (1966)[16], diocèse de Quimper et Léon, exégèse.
- Père André Dodin (1971), lazariste[17], théologie spirituelle.
- Père Jacques Starck (1977), jésuite
- Monsieur Charles Augrain (1983), sulpicien[18], exégèse.
- Abbé Pierre Haudebert (1989), exégèse, archidiocèse de Rennes, Dol et Saint-Malo, archiprêtre de Saint-Malo.
- Abbé Louis-Michel Renier (1998), diocèse d'Angers, théologie dogmatique.
- Sœur Véronique Margron (2004) dominicaine de la Présentation, théologie morale.
- Monsieur Christophe Pichon (2010), exégèse.
- Abbé Ludovic Danto (2013), diocèse de Nantes, droit canonique.
- Madame Dominique Coatanea (2016), théologie morale.
- Monsieur Pascal Mueller Jourdan (2019), philosophie, coordinateur[19] en lieu et place d'un doyen, .
- Abbé Jean-Baptiste Edart (2022), archidiocèse de Rouen, exégèse .

## La Faculté de théologie et de sciences religieuses, un pôle universitaire
La Faculté de théologie est destinée à la recherche, à l’enseignement et à la formation. Elle comporte trois cycles universitaires :
- Premier cycle : il constitue la formation de base en théologie et sciences religieuses
- Deuxième cycle : il constitue un cycle d’approfondissement en théologie avec possibilité de spécialisation par le choix des séminaires thématiques et par la mention choisie pour le travail du mémoire
- Troisième cycle : le cycle du doctorat canonique de la faculté permet de mener à bien une thèse en vue de faire progresser la recherche universitaire

Elle offre l’opportunité de pouvoir poursuivre trois types de cursus diplômant différents :
- Un cursus constitué par les diplômes canoniques, diplômes du Saint-Siège avec reconnaissance de grades et de niveau par la République française à la suite de l’accord du 18 décembre 2008 entre les deux parties : baccalauréat canonique de théologie, licence canonique de théologie, doctorat canonique de théologie et doctorat en éducation, carriérologie et éthique.
- Un cursus en vue de l’obtention de diplômes nationaux au terme d’une convention signée en 1988[21] avec la Faculté de théologie catholique de Strasbourg : licence en sciences humaines et sociales mention théologie catholique et master en sciences humaines et sociales mention théologie catholique. Les diplômes sont décernés par la Faculté de théologie catholique de Strasbourg, le programme étant organisé et mis en œuvre par la Faculté d'Angers.
- Un cursus constitué par des diplômes propres à l’université Catholiques de l’Ouest : certificat d’introduction à la théologie ; certificat d’études théologiques ; certificat supérieur d’études théologiques ; certificats d’études bibliques 1 et 2 ; certificat initial en pastorale hospitalière; diplômes d’université d’études théologiques 1 et 2 ; diplôme d’université en animation pastorale scolaire.

## Personnalités liées
Étudiants
- Cardinal Louis-Marie Billé, primat des Gaules (+2002)
- Abbé Louis-Marie Chauvet, théologien
- Mgr Aristide Gonsallo, évêque de Porto Novo (Bénin)
- Mgr Julien Gouet, évêque auxiliaire de Paris (+1988)
- Mgr Jacques Jullien, archevêque de Rennes (+2012)
- Mgr Pierre Kervenic, évêque de Saint-Brieuc (+1991)
- Mgr François-Xavier Loizeau, évêque émérite de Digne
- Mgr Charles Massé, évêque auxiliaire de Luçon (+1969)
- Cardinal Paul Poupard, président émérite du Conseil pontifical pour la culture
- Mgr Dominique-Marie David, évêque de Monaco.

Enseignants
- R.P Louis Billot, s.j (cardinal) (+1931)
- Dom Fernand Cabrol, osb, abbé de Farnborough (+1937)
- Mgr Jean-Charles Descubes, ancien étudiant depuis archevêque émérite de Rouen
- Mgr Léon Gry, bibliste (+1952)
- Abbé Jean-Yves Hameline (+2013), ancien étudiant, liturgiste
- Mgr René Laurentin, théologien et expert au Concile Vatican II
- Mgr Joël Mercier, ancien étudiant depuis secrétaire de la Congrégation pour le Clergé
- Henri Radenac (+), canoniste et expert au concile Vatican II